# Andorra
Andorra (pronunțat în catalană /[ənˈdorə]/), oficial Principatul Andorrei (în catalană Principat d'Andorra), denumit și Principatul Văilor Andorrei, (în catalană Principat de les Valls d'Andorra), este o țară fără ieșire la mare, aflată în sud-vestul Europei, în estul Pirineilor, la frontiera între Spania și Franța. Este a șasea cea mai mică țară din Europa, cu o suprafață de 468 km² și o populație estimată la 84.082 de locuitori în 2009. Capitala, Andorra la Vella, este capitala europeană aflată la cea mai mare altitudine, la 1.023 m peste nivelul mării. Limba oficială este catalana, cu toate că se mai vorbesc spaniola, portugheza și franceza.
Principatul s-a înființat în 1278. Rolul de monarh este exercitat împreună de doi co-principi, episcopul de Urgell și președintele Franței (țara făcând parte din dioceza de Urgell).
Andorra este o țară prosperă, în special datorită turismului, care deservește circa 10,2 milioane de vizitatori anuali, dar și datorită statutului său de paradis fiscal. Nu este membru al Uniunii Europene, dar euro este de facto moneda utilizată. Locuitorii din Andorra ocupă locul patru ca speranță de viață (82 ani).

## Etimologia numelui
Numele "Andorra" probabil provine de la cuvântul navarez andurrial, care înseamnă țară acoperită de tufe.

## Istoric
Conform tradiției, Carol cel Mare a acordat andoranilor o cartă cu libertăți, în schimbul ajutorului lor în luptele contra maurilor. Stăpânul feudal al teritoriului a fost Contele de Urgell și apoi episcopul romano-catolic al diocezei Urgell. În 988, Borrell al II-lea, conte de Urgell, a dat văile Andorrei diocezei de Urgell în schimb unor pământuri în Cerdanya. De atunci, episcopul de Urgell, cu catedrala în Seu d'Urgell, a fost stăpânul Andorrei.
Înainte de 1095, Andorra nu avea niciun fel de protecție militară și episcopul de Urgell, care știa că contele de Urgell dorește să revendice din nou văile Andorrei, a cerut ajutorul și protecția nobilului din Caboet. În 1095, aceștia au semnat sub jurământ o declarație prin care se proclamau ambii simultan stăpâni ai Andorrei. Arnalda, fiica lui Arnau de Caboet, s-a căsătorit cu vicontele de Castellbò și ambii au devenit viconți de Castellbò și Cerdanya. După ani, Ermessenda, fiica lor, s-a căsătorit cu Roger Bernat al II-lea, contele francez de Foix. Ei au devenit Roger Bernat al II-lea și Ermessenda I, conți de Foix, viconți de Castellbò și Cerdanya, și co-suverani ai Andorrei (împreună cu episcopul de Urgell).
În secolul al XI-lea, au apărut dispute între episcopul de Urgell și contele de Foix. Conflictul a fost rezolvat în 1278 prin medierea Aragonului, cu semnarea primului paréage care stipula suveranitatea comună asupra Andorrei între contele de Foix (al cărui titlu avea apoi să fie transmis șefului statului francez) și episcopul de Urgell, din Catalonia. Astfel, principatul și-a căpătat forma teritorială și politică.
De-a lungul anilor, co-titlul francez asupra Andorrei a trecut la regii Navarrei. După ce Henric de Navara a devenit regele Henric al IV-lea al Franței, el a dat în 1607 un edict prin care a stabilit ca șeful statului francez și episcopul de Urgell să fie co-prinți ai Andorrei. În 1812–13, Primul Imperiu Francez a anexat Catalonia și a împărțit-o în patru departamente, statul andorrez a fost vremelnic desființat, teritoriul acestuia fiind inclus în districtul Puigcerdà, din departamentul Sègre.

### Secolul al XX-lea
Andorra a declarat război Germaniei în timpul Primului Război Mondial, dar nu a participat la ostilități. Starea de beligeranță s-a menținut oficial până în 1957, întrucât Andorra nu a fost invitată să semneze tratatul de la Versailles.
În 1933, Franța a ocupat Andorra ca urmare a conflictelor sociale dinaintea alegerilor. La 12 iulie 1934, aventurierul Boris Skossyreff a dat la Urgell o proclamație, prin care s-a declarat „Boris I, rege al Andorrei”, declarând simultan război episcopului de Urgell. El a fost arestat de autoritățile spaniole la 20 iulie și expulzat din Spania. Între 1936 și 1940, un detașament francez a fost cantonat în Andorra pentru a împiedica extinderea pe teritoriul țării a Războiului Civil Spaniol și apoi a dominației Spaniei franchiste. Trupele franchiste au ajuns la frontierele Andorrei în etapele finale ale războiului. În timpul celui de al Doilea Război Mondial, Andorra a rămas neutră (în ciuda beligeranței sale față de Germania, rămasă din 1914) și a reprezentat o rută importantă pentru contrabandiștii ce transportau bunuri între Franța de la Vichy și Spania.
Datorită izolării sale geografice și a dimensiunilor reduse, Andorra a existat în afara istoriei principale a Europei, doar câteva țări în afară de Spania și Franța menținând relații cu ea. Recent, însă, turismul în dezvoltare, precum și apariția unor rute de transport și comunicații suplimentare, au scos Andorra din izolare. Sistemul său politic a fost modernizat în 1993, când a devenit membru al ONU și al Consiliului Europei. Deși este înconjurată de teritorii ale țărilor membre ale Uniunii Europene, în calitate de microstat, nu a dorit aderarea la Uniune, și nici UE nu și-a exprimat dorința de a se extinde prin includerea principatului.

## Politica
Andorra este un co-principat parlamentar, avându-i pe președintele Franței și pe episcopul de Urgell (Catalonia, Spania), drept co-principi. Această trăsătură face ca președintele Franței, în calitatea sa de principe al Andorrei, să fie și monarh electiv, deși el nu este ales prin vot popular de către locuitorii Andorrei. Politica Andorrei se desfășoară în contextul unei democrații parlamentare reprezentative cu sistem pluripartit, în care Primul ministru al Andorrei este șeful guvernului.
Actualul prim ministru este Xavier Espot Zamora de la Partit Demòcrates per Andorra⁠(d). Puterea executivă este exercitată de guvern. Puterea legislativă o dețin împreună guvernul și parlamentul.
Parlamentul Andorrei este numit și Consiliul General. Acesta este un organism unicameral cu 28–42 consilieri, așa cum sunt numiți parlamentarii. Consilierii primesc mandate de patru ani, alegerile desfășurându-se între a treisprezecea și a paisprezecea zi de după dizolvarea consiliului anterior. Consilierii pot fi aleși în două mandate consecutive.
Jumătate dintre consilieri sunt aleși în număr egal din fiecare dintre cele șapte parohii administrative și cealaltă jumătate sunt aleși într-un unic colegiu național. La 15 zile după alegeri, consilierii aleși țin ședința inaugurală. În această ședință, sunt aleși sindicul general, liderul Consiliului General, și asistentul său, subsindicul general. După încă opt zile, consiliul se întrunește din nou. În această sesiune, unul dintre consilieri este ales în funcția de prim ministru.
Candidații pentru funcția de prim ministru pot fi propuși de cel puțin o cincime din consilieri. Consiliul alege apoi premierul cu majoritate absolută de voturi. Sindicul general notifică apoi co-principii, care la rândul lor emit decretele de numire a primului ministru al Andorrei. Consiliul General este răspunzător și pentru propunerea și adoptarea legilor. Dreptul de inițiativă legislativă în Consiliu îl au fie trei consilieri, fie cel puțin o zecime din cetățenii Andorrei.
Consiliul aprobă și bugetul anual al principatului. Guvernul trebuie să trimită propunerea de buget pentru aprobare cu cel puțin două luni înainte ca bugetul anterior să expire. Dacă bugetul nu este aprobat înainte de prima zi a noului an, bugetul anterior este prelungit până la aprobarea celui nou. Odată legea bugetului aprobată, sindicul general o transmite co-principilor pentru promulgare.
Dacă șeful guvernului nu este mulțumit de activitatea Consiliului, el poate cere co-principilor dizolvarea acestuia și noi alegeri. La rândul lor, consilierii au puterea de a-l demite pe șeful guvernului. Dreptul de inițiere a unei moțiuni de cenuză îl au o cincime din consilieri, iar decizia privind adoptarea ei se face cu majoritate absolută de voturi.

## Geografie

### Diviziuni administrative

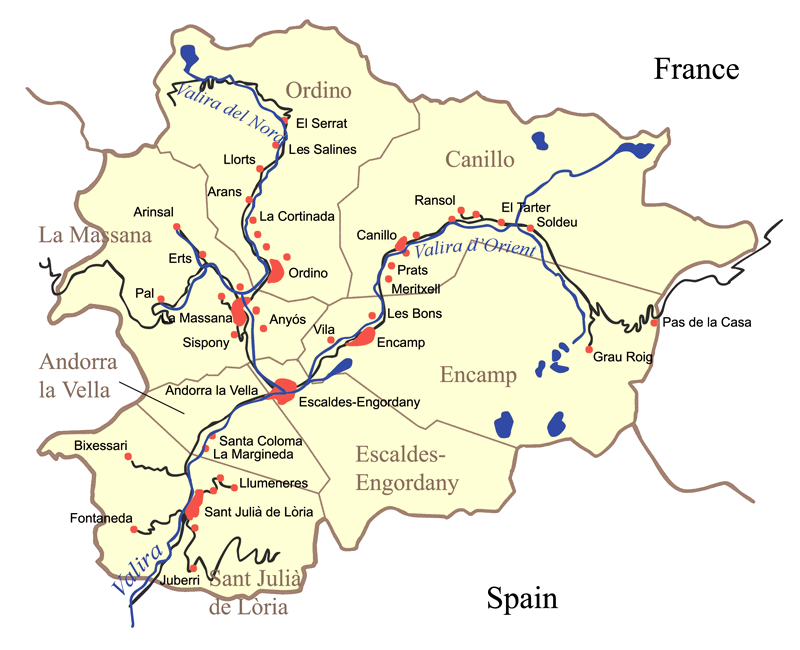
Harta administrativă a Andorrei

Andorra constă din șapte comunități, numite parròquies (singular parròquia)
- Andorra la Vella
- Canillo
- Encamp
- Escaldes-Engordany
- La Massana
- Ordino
- Sant Julià de Lòria

### Geografie fizică

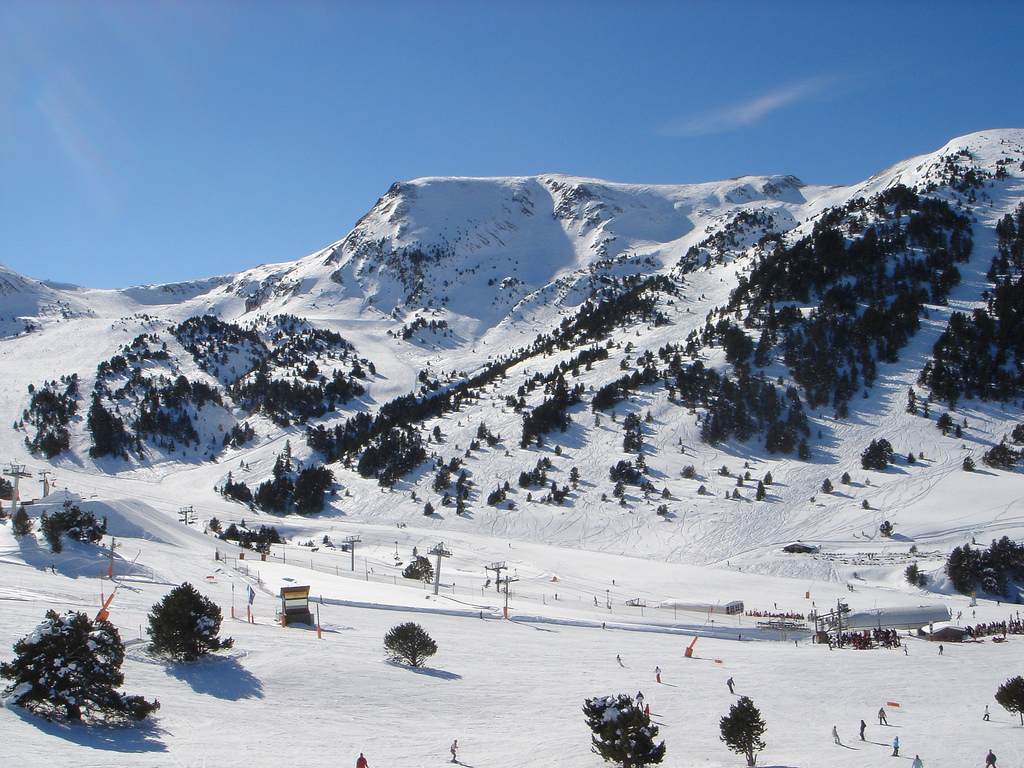
Peisaj din munții Andorrei

Hartă fizică a Andorrei.

Datorită amplasării sale în Pirineii de est, Andorra este formată predominant din munți înalți, cel mai înalt vârf fiind Coma Pedrosa cu 2.942 m, iar altitudinea medie a Andorrei este de 1.996 m. Aceștia sunt întretăiați de trei văi înguste, în formă de Y, ce se unesc în râul Gran Valira care curge către Spania. Pe valea acestui râu, la frontiera cu Spania, se află și cel mai jos punct al Andorrei, la o altitudine de 840 m). Suprafața totală a Andorrei este de 468 km². Situat în zonele înalte ale Andorrei, este conectat la lumea exterioară printr-o serie de pasaje montane. Cea mai dificilă este comunicarea cu Franța, deoarece o singură trecere, Envalira, funcționează pe tot parcursul anului.
Din punct de vedere fitogeografic, Andorra aparține provinciei Atlantice Europene a regiunii Circumboreale din Regatul Boreal. Conform WWF, teritoriul Andorrei aparține ecoregiunii pădurilor de conifere și de amestec ale Pirineilor.

### Clima
Andorra are o climă alpină și continentală. Altitudinea sa ridicată face ca, în medie, iarna să fie mai multe precipitații, mai multă umiditate și puțin mai răcoare ca vara. În medie, sunt 300 de zile însorite pe an.

## Economia
Turismul, principala ramură a economiei prospere a Andorrei, produce circa 80% din PIB. Circa 10,2 milioane de turiști vizitează anual țara, atrași de lipsa taxelor vamale și de stațiunile de vară și de iarnă. Avantajul relativ al Andorrei s-a erodat însă, după ce Franța și Spania s-au alăturat zonei de liber schimb a Uniunii Europene.
Sectorul bancar, cu statutul său de paradis fiscal, contribuie și el substanțial la economie. Producția agricolă este limitată—doar 2% din suprafața țării este teren arabil—și mare parte din alimente sunt importate. Local, se crește puțin tutun. Principala activitate agricolă este creșterea oilor. Industria producătoare se ocupă cu producția de țigări și mobilă. Resursele naturale ale Andorrei sunt energia hidroelectrică, apa minerală, lemnul, minereul de fier și de plumb.
Andorra nu este membră a UE, dar se bucură de o relație specială cu aceasta, fiind tratată ca membru al Uniunii în ce privește comerțul cu bunuri (scutit de taxe vamale) și ca stat ne-membru în ce privește produsele agricole. Andorra nu a avut până la 31 decembrie 1999 o monedă proprie, în țară circulând francul francez și peseta spaniolă în tranzacții bancare, după care ambele monezi au fost înlocuite de moneda unică a Uniunii Europene, euro. Andorra este în stadiu de negociere pentru emiterea monezilor euro proprii.

## Demografie

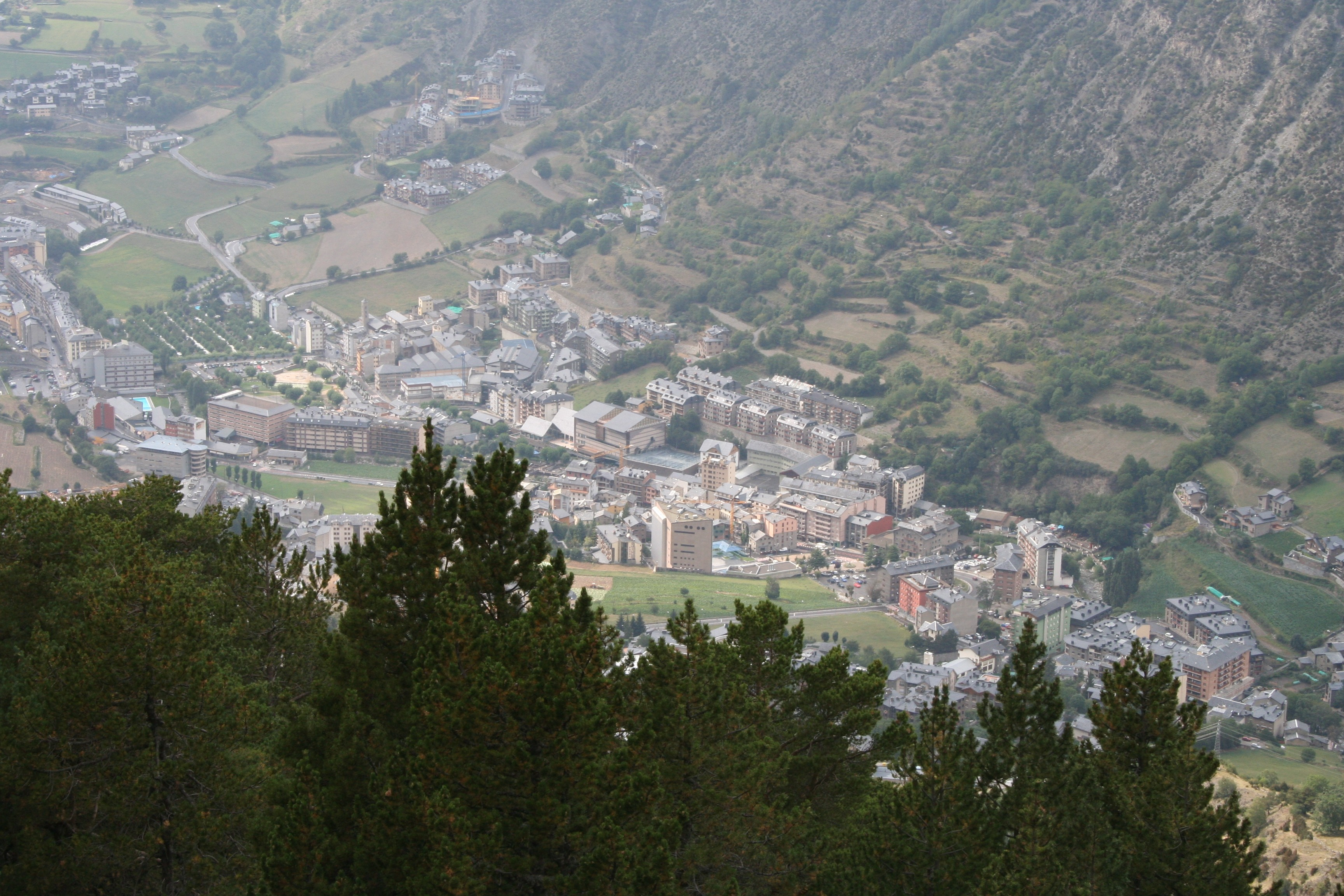
Orașul Encamp, Andorra, văzut de pe Vall dels Cortals

### Populația
Populația Andorrei era în 2009 estimată la 83.890 de locuitori. În 1900, ea era estimată la doar circa 5.000 de locuitori.
Localnicii andorrani reprezintă cel mai mare grup etnic din țară, dar nu sunt o majoritate (31.363 de locuitori); alte naționalități sunt spaniolii (27.300), portughezii (13.794), francezii (5.213), bretonii (1.085) și italienii.

### Limbi
Limba istorică și oficială este catalana, o limbă romanică. Guvernul andorran dorește încurajarea folosirii limbii catalane; el a finanțat o comisie pentru toponimie catalană în Andorra (în catalană la Comissió de Toponímia d'Andorra), și oferă lecții gratuite de catalană pentru imigranți, în vreme ce posturile naționale de radio și televiziune emit în catalană.
Datorită imigrației, legăturilor istorice, și proximității geografice, spaniola și franceza sunt și ele vorbite în țară. Majoritatea andorranilor vorbesc una sau mai multe din aceste limbi, pe lângă catalană. Engleza este mai rareori vorbită, deși este înțeleasă în marile stațiuni turistice. Andorra este una dintre cele doar trei țări europene (alături de Franța și Monaco) care nu au semnat Convenția-Cadru pentru Protecția Minorităților Naționale a Consiliului Europei.

### Religia
Populația Andorrei este predominant (90%) romano-catolică. Sfântul protector al țării este Maica Domnului din Meritxell. Deși nu este religie oficială, constituția recunoaște o relație specială cu Biserica Catolică, oferind unele privilegii speciale acestui grup religios. Comunitatea musulmană este formată în principal din imigranți nord-africani. Printre alte grupări creștine se numără biserica anglicană, Biserica Reunificării, Noua Biserică Apostolică, Biserica lui Isus Hristos și a sfinților din ziua de pe urmă, și martorii lui Iehova. Există o mică comunitate de hinduși și de Bahá'í. În Andorra trăiesc și circa 100 de evrei.

## Transporturi

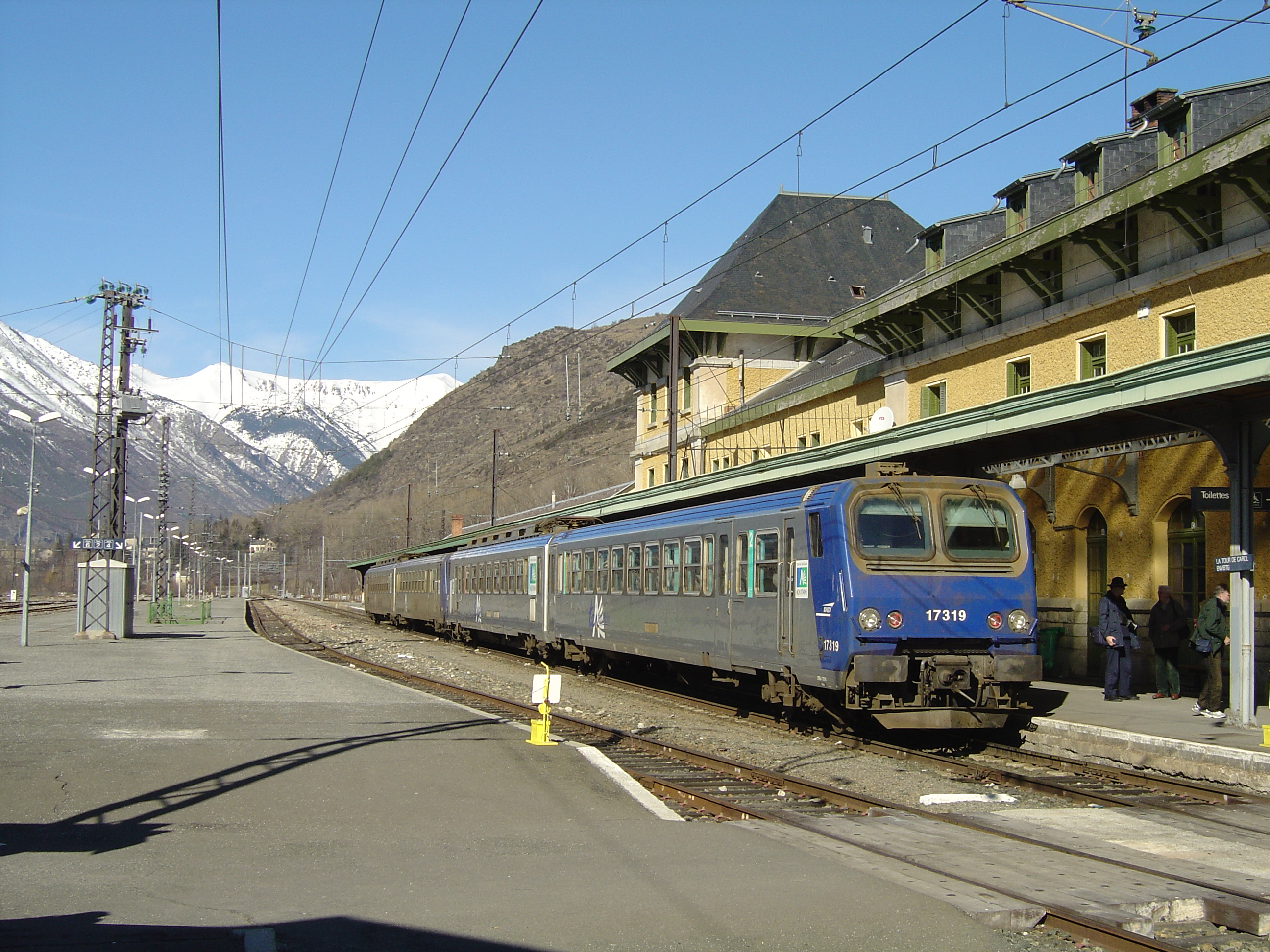
Tren în gara franceză Latour-de-Carol, una dintre cele mai apropiate două gări de teritoriul Andorrei. În Andorra nu există căi ferate, dar linia ce legă Latour-de-Carol și Toulouse, unde se leagă de TGV-ul francez, trece la doi kilometri de frontieră.

Până în secolul al XX-lea, Andorra avea foarte puține legături de transport cu restul lumii, iar dezvoltarea țării a fost afectată de izolarea sa fizică. Chiar și acum, principalele aeroporturi apropiate de teritoriul țării, aflate la Toulouse și Barcelona, sunt la trei ore de mers cu mașina din Andorra.
Andorra are o rețea rutieră de 279 km, dintre care 76 km sunt neasfaltați. Cele două drumuri principale care ies din Andorra la Vella sunt CG-1 către granița cu Spania și CG-2 către Franța, prin tunelul Envalira de lângă Pas de la Casa. Autobuzele acoperă zonele metropolitane și mai multe comunități rurale, pe majoritatea rutelor autobuzele circulând la o jumătate de oră sau mai des la orele de vârf. Există autobuze pe distanțe mai lungi, din Andorra către Barcelona și Toulouse. Liniile de autobuz sunt în principal deservite de companii private, dar unele locale sunt gestionate de autorități.

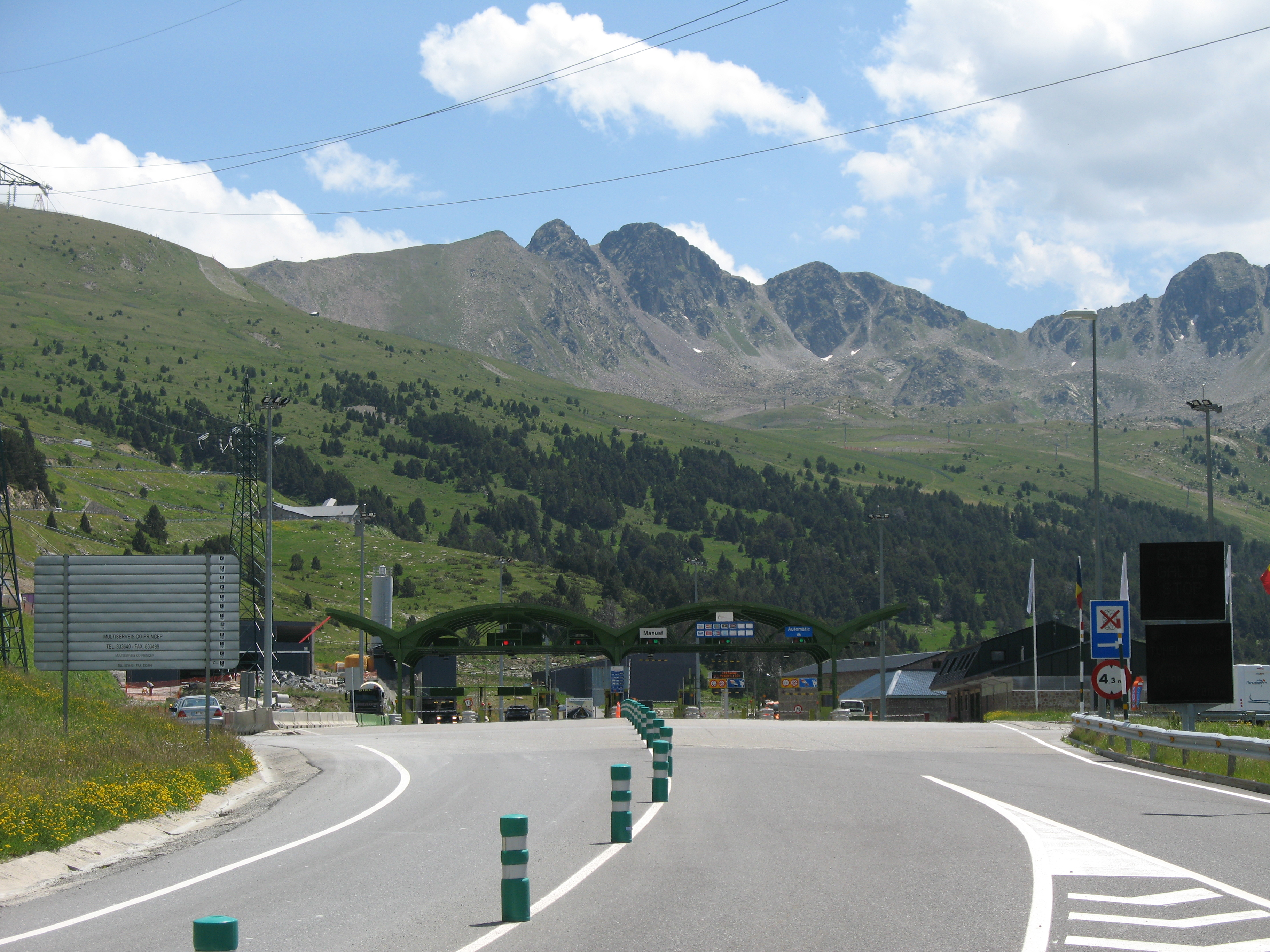
Stația de taxare de la intrarea în tunelul Envalira, pe șoseaua CG-2, către Franța

Nu există căi ferate, porturi sau aeroporturi pentru avioane cu aripi fixe în Andorra. Există, însă, heliporturi în La Massana, Arinsal și Escaldes-Engordany unde funcționează zboruri comerciale de elicopter. Aeroporturile cele mai apropiate sunt în Barcelona, Toulouse, Perpignan, Reus și Girona. Cel mai apropiat aeroport public este aeroportul Perpignan - Rivesaltes, aflat la 160 km distanță, pe acesta funcționând servicii pe distanțe scurte către Franța și Regatul Unit. Aeroportul La Seu d'Urgell, un mic aerodrom aflat la 12 km sud de Andorra utilizat doar de avioane private, este studiat de guvernul catalan ca posibil aeroport public comercial.
Cea mai apropiată gară feroviară este L'Hospitalet-près-l'Andorre, 10 km est de Andorra, aflată pe linia cu ecartament normal de 1 435 mm dinspre Latour-de-Carol, (25 km) sud-est de Andorra, de unde trenurile duc spre Toulouse și de acolo mai departe spre Paris cu trenurile franceze de mare viteză. Această linie este operată de SNCF. În Latour-de-Carol există și o linie de tren cu ecartament mic către Villefranche-de-Conflent, precum și linia SNCF cu ecartament normal către Perpignan, și cea a companiei RENFE, cu ecartament mare, de 1.668 mm, către Barcelona.

## Cultura
Limba oficială și istorică este catalana. Astfel, cultura este catalană, având un specific local.
Andorra este locul de origine al unor dansuri populare cum ar fi contrapàs și marratxa, care încă dăinuiesc în special în Sant Julià de Lòria. Muzica populară andorrană se aseamănă cu cea a vecinilor săi, dar are un caracter predominant catalan, mai ales în prezența unor dansuri cum ar fi sardana. Alte dansuri andorrane sunt contrapàsul în Andorra la Vella și dansul Sfintei Ana din Escaldes-Engordany. Sărbătoarea națională a Andorrei este Maica Domnului din Meritxell, sărbătorită odată cu Nașterea Maicii Domnului, pe 8 septembrie.

### Patrimoniul mondial
Pe lista patrimoniului mondial UNESCO, singurul obiectiv din Andorra este peisajul cultural-natural din zona „Valea Madriu-Perafita-Claror”.

### Sport
Andorra este cunoscută pentru practicarea sporturilor de iarnă și a hocheiului pe role. Andorra joacă frecvent în campionatele europene și mondiale de hochei pe role. La acest sport, în 2011, Andorra a găzduit turneul final al Ligii Europene.
În fotbal, țara este reprezentată de echipa națională de fotbal a Andorrei. Echipa s-a bucurat de un succes internațional limitat, din cauza bazei mici de selecție și a lipsei cluburilor profesioniste.